# Рукометна репрезентација Гренланда
Рукометна репрезентација Гренланда представља Гренланд у међународним такмичењима у рукомету и налази се под контролом Рукометног савеза Гренланда.

## Историјат
Рукомет је национални спорт Гренланда. Рукометна репрезентација Гренланда је три пута учествовала на Светском првенству у рукомету. Дебитантнски наступ имали су првенству 2001. године у Француској. У првом мечу икада на првенсту поражени су од Хрватске 15:25. Затим су поражени од Шпаније 16:31 и САД 26:18. У последњем колу поражени су од Немачке 39:8. На крају су били 20. место од 24. репрезентација.
Играли су и на следећем првенству 2003. године у Португалу, али су претрпели свих 5 пораза и заузели последње место.
После једног пропуштеног првенства, Рукометна репрезентација Гренланда била је учесник Светског првенства 2007. године које се одржавало у Немачкој. Поражени су у групи од Словеније 21:35, Туниса 20:36 и Кувајта 29:37. У разигравању за пласман од 13. до 24. места победили су Аустралију 34:25, а затим су у тесном мечу поражени од Бразила 30:33. У утакмици за 21. место поражени су од Анголе 28:29 тиме су првенство завршили са једном победом и пет пораза и заузели 22. од 24. места. Од тада се више нису квалификовали на Светском првенству.
Репрезентација је редован учесник Панамеричких игара. До сада највеће успехе остварили су 2002. и 2006. године када су освајали 3. место. У првом новооснованом првенству Северне Америке и Кариба у Мексику, Гренланд је 2014. године освојио златну медаљу.

## Резултати

### Светско првенство
| Година         | Позиција              |
| -------------- | --------------------- |
| 1938 до 1997   | Нису учествовали      |
| 1999.          | Нису се квалификовали |
| 2001.          | 20. место             |
| 2003.          | 24. место             |
| 2005.          | Нису се квалификовали |
| 2007.          | 22. место             |
| 2003. до 2019. | Нису се квалификовали |

### Панамеричко првенство
- 1998 – 5. место
- 2000 – 5. место
- 2002 –  3. место
- 2004 – 5. место
- 2006 –  3. место
- 2008 – 5. место
- 2010 – 6. место
- 2012 – 5. место
- 2014 – 5. место
- 2016 – 5. место
- 2018 – 4. место

### Првенство Северне Америке и Кариба
- 2014 –  1. место
- 2018 – нису учествовали

## Играчка статистика

### Највише одиграних утакмица
| Играч                     | Утакмице |
| ------------------------- | -------- |
| Расмус Ларсен             | 110      |
| Јакоб Ларсен              | 87       |
| Ханс Петер Мотзфелдт Киед | 84       |

### Најбољи стрелци
| Играч                      | Голова |
| -------------------------- | ------ |
| Јакоб Ларсен               | 506    |
| Ханс Петер Мотзфелдт Киед] | 313    |
| Расмус Ларсен              | 229    |